# Лост Бриџ Вилиџ (Арканзас)
Лост Бриџ Вилиџ (енгл. Lost Bridge Village) насељено је место без административног статуса у америчкој савезној држави Арканзас.

## Демографија
По попису из 2010. године број становника је 434.
| Група             | 2000.    | 2010.       |
| Белци             | 0 (0,0%) | 414 (95,4%) |
| Афроамериканци    | 0 (0,0%) | 1 (0,2%)    |
| Азијати           | 0 (0,0%) | 1 (0,2%)    |
| Хиспаноамериканци | 0 (0,0%) | 4 (0,9%)    |
| Укупно            | 0        | 434         |